# Конвой Хальмахера – Маніла (13.05.44 – 20.05.44)
Конвой Хальмахера — Маніла (13.05.44 — 20.05.44) — японський конвой часів Другої світової війни, проведення якого відбувалось у травні 1944-го.
Конвой сформували на північному сході Нідерландської Ост-Індії на острові Хальмахера (зокрема, відігравав важливу роль у постачанні японських сил на заході Нової Гвінеї), а пунктом призначення став важливий транспортний хаб у Манілі.
До складу конвою увійшли транспорти «Йозан-Мару», «Бразіл-Мару», «Казуура-Мару», «Міцукі-Мару», «Тейкай-Мару» (всі вони перед тим прибули до острова Хальмахера в межах операції «Таке № 1»), а також «Атлас-Мару», тоді як охорону забезпечували мінний загороджувач «Ширатака», патрульні кораблі PB-102 та PB-103, мисливець за підводними човнами CH-38 та переобладнаний сітьовий загороджувач «Корей-Мару».
13 травня 1944-го загін вийшов із затоки Кау (глибоко вдається в острів Хальмахера з півночі) та спершу попрямував до північно-східного завершення острова Сулавесі. Згодом він змінив курс на північ та 20 травня без втрат досягнув Маніли.